# Nicolai Bo Larsen
Nicolai Bo Larsen (Roskilde, 10 november 1971) is een Deens voormalig beroepswielrenner. Hij reed voor onder meer Amore & Vita, TVM, CSC en Team Gerolsteiner. Hij werd in 1997 en 1999 Deens kampioen op de weg bij de elite en won in 1996 de 17e etappe van de Ronde van Italië.
In 2000 werd bij een dopingcontrole voor de Ronde van Vlaanderen een te hoge hematocrietwaarde vastgesteld. Hij werd hierop uitgesloten van de koers en door zijn ploeg MemoryCard-Jack & Jones ontslagen. Aan het begin van het nieuwe seizoen mocht hij zich echter weer bij hun gelederen voegen.

## Belangrijkste overwinningen
1993
2e etappe Ronde van Groot-Brittannië
1995
2e etappe GP Tell
1996
17e etappe Ronde van Italië
1997
 Deens kampioen op de weg, Elite
1999
Fyen Rundt
 Deens kampioen op de weg, Elite
 Deens kampioen ploegentijdrit, Elite (met Jesper Skibby en Michael Steen Nielsen)
2e etappe Herald Sun Tour
10e etappe Herald Sun Tour
4e etappe Ronde van Zweden
1e etappe Tour Down Under
2000
 Deens kampioen ploegentijdrit, Elite (met Jesper Skibby en Jakob Piil)
2001
Fyen Rundt

## Resultaten in voornaamste wedstrijden
| Jaar | Ronde van Italië | Ronde van Frankrijk | Ronde van Spanje |
| ---- | ---------------- | ------------------- | ---------------- |
| 1996 | 27e (1)          |                     |                  |
| 1997 | opgave           |                     |                  |
| 1998 | opgave           |                     |                  |
| 1999 |                  |                     |                  |
| 2000 |                  | 99e                 |                  |
| 2001 |                  | opgave              |                  |
| 2002 |                  |                     |                  |

| Jaar | Milaan-San Remo | Gent-Wevelgem | Ronde van Vlaanderen | Parijs-Roubaix | Amstel Gold Race | Luik-Bast.‑Luik | Rund um den Henninger-Turm |
| ---- | --------------- | ------------- | -------------------- | -------------- | ---------------- | --------------- | -------------------------- |
| 1996 | 175e            |               |                      |                |                  |                 |                            |
| 1997 |                 |               |                      |                |                  |                 |                            |
| 1998 | 91e             |               | 54e                  |                | 49e              |                 | Zilver                     |
| 1999 |                 |               |                      | 34e            |                  |                 | 12e                        |
| 2000 |                 |               |                      |                |                  |                 |                            |
| 2001 | 124e            | 45e           |                      | 33e            |                  | 65e             |                            |
| 2002 |                 |               | 48e                  |                |                  |                 |                            |